# نیروی الهی (فیلم)
نیروی الهی (به هندی: Divya Shakti) فیلمی محصول سال ۱۹۹۳ و به کارگردانی سمیر مالکان است. در این فیلم بازیگرانی همچون اجی دیوگن، راوینا تاندون، ساتیان کاپو، آمریش پوری، آلوک نات، آنجان سیرواستاو، شاکتی کاپور، ناتاشا سینها ایفای نقش کرده‌اند.

## داستان
پراشانت ورما به عنوان خبرنگار در "ناوکرانتی" یک رسانه که روزنامه منتشر می‌کند، استخدام شده است. فعالیت‌های غیرقانونی و بی‌عدالتی‌هایی که در اطرافش رخ می‌دهد، او را تا حدی کلافه می‌کند که به تنهایی دست به شورش می‌زند. گروهی که تحت تأثیر رفتار پراشانت قرار گرفته‌اند، توسط تاوو بدنام رهبری می‌شوند که در تلافی، شالینی، خواهر پراشانت، را ربوده و مورد آزار جنسی قرار می‌دهد که باعث خودکشی او می‌شود. این موضوع پراشانت را در خشمی شدید برای برخورد با همه خطاکاران قرار می‌دهد.

## بازیگران
- اجی دیوگن در نقش پراشانت ورما
- راوینا تاندون در نقش پریا
- آلوک نات به عنوان پروفسور
- شاکتی کاپور در نقش بهارات آچاریا
- آمریش پوری در نقش تائو
- ساتیندرا کاپور در نقش مونتو
- شفیع اینامدار در نقش کمیسر پلیس آناند دشموک
- ناتاشا سینها در نقش شالینی ورما
- آنجان سریواستاو در نقش پاندی
- دینش هینگو در نقش رستم
- پانکاج بری در نقش فرانسیس
- دیپ دیلون در نقش لالا
- منوهار سینگ در نقش پدر پریا